# Zoltán Berczik
Zoltán Berczik (Novi Sad, 17 aprile 1937 – Budapest, 11 gennaio 2011) è stato un tennistavolista ungherese.